# 252 East 57th Street
252 East 57th Street es un rascacielos residencial de estilo moderno situado en Nueva York, Estados Unidos, promovido por World Wide Group y Rose Associates, Inc. Su construcción comenzó en 2013. Este edificio forma parte de una ola de remodelaciones de la calle 57 para convertirla en una avenida de residencias de lujo apodada por la prensa como Billionaires' Row (la «avenida de los multimillonarios»). La torre de apartamentos tendrá 218 metros de altura y los apartamentos en propiedad comenzarán a partir de la planta 36. El proyecto incluye la construcción de dos nuevas escuelas y 7 250 m² de espacio comercial, así como un supermercado de la cadena Whole Foods Market. Su inauguración estaba proyectada para finales de 2016, pero se completó en el año 2017.

## Diseño
El edificio fue diseñado por Roger Duffy de Skidmore, Owings & Merrill, el estudio de arquitectura también responsable de los rascacielos vecinos Time Warner Center y Lever House, así como del One World Trade Center y el Burj Khalifa. El diseño curvo de la fachada realizado en cristal se inspira en un diseño presente en el denominado Vaso Aalto del arquitecto finés Alvar Aalto de 1936. Los interiores fueron a cargo del diseñador Daniel Romauldez de la firma AD100. Es el primer encargo a gran escala de Romauldez, conocido por haber decorado las casas de famosos como Aerin Lauder, Tory Burch, Daphne Guinness y Mick Jagger.

## Instalaciones
252 East 57th Street cuenta con numerosas instalaciones, como una entrada para coches cubierta privada, plazas de estacionamiento automatizadas, piscina, sauna, baño turco y cabinas de hielo. La planta 34 alojará instalaciones como una sala de lectura, cine privado, salón-comedor, terraza, y gimnasio con pilates, yoga, y salas de entrenamiento privadas. El edificio contará con dos unidades de vivienda totalmente amuebladas para invitados.